# Faustianka
Faustianka – kolonia w Polsce położona w województwie opolskim, w powiecie oleskim, w gminie Rudniki.
| SIMC    | Nazwa    | Rodzaj        |
| ------- | -------- | ------------- |
| 0144800 | Błonie   | część kolonii |
| 0144816 | Melanków | część kolonii |

W latach 1975–1998 miejscowość położona była w województwie częstochowskim.
Na terenie wsi znajduje się (nieczynna od 2008 roku) cegielnia wraz z kopalnią odkrywkową iłów jurajskich wydobywanych na potrzeby produkcji. W miejscu tym wydobyto liczne amonity wieku batońskiego. Ze względu na bardzo dobry stan zachowania amonitów, Faustianka jest jednym z bardziej znanych stanowisk paleontologicznych w Polsce. Po zatrzymaniu produkcji wyrobisko wypełniło się wodą uniemożliwiając dostęp do złóż.